# Сірий Сергій Антонович
Сергі́й Анто́нович Сі́рий (11 листопада 1959, м. Тернопіль — 4 грудня 2017, там само) — український поет-пісняр, журналіст, фахівець соціальної сфери, заслужений діяч естрадного мистецтва України (2011). Член НСЖУ, Асоціації діячів естрадного мистецтва України (обидві — 2006), член Спілки письменників словяністів (2019, посмертно), почесний громадянин міста Тернополя (2019 р., посмертно).

## Життєпис

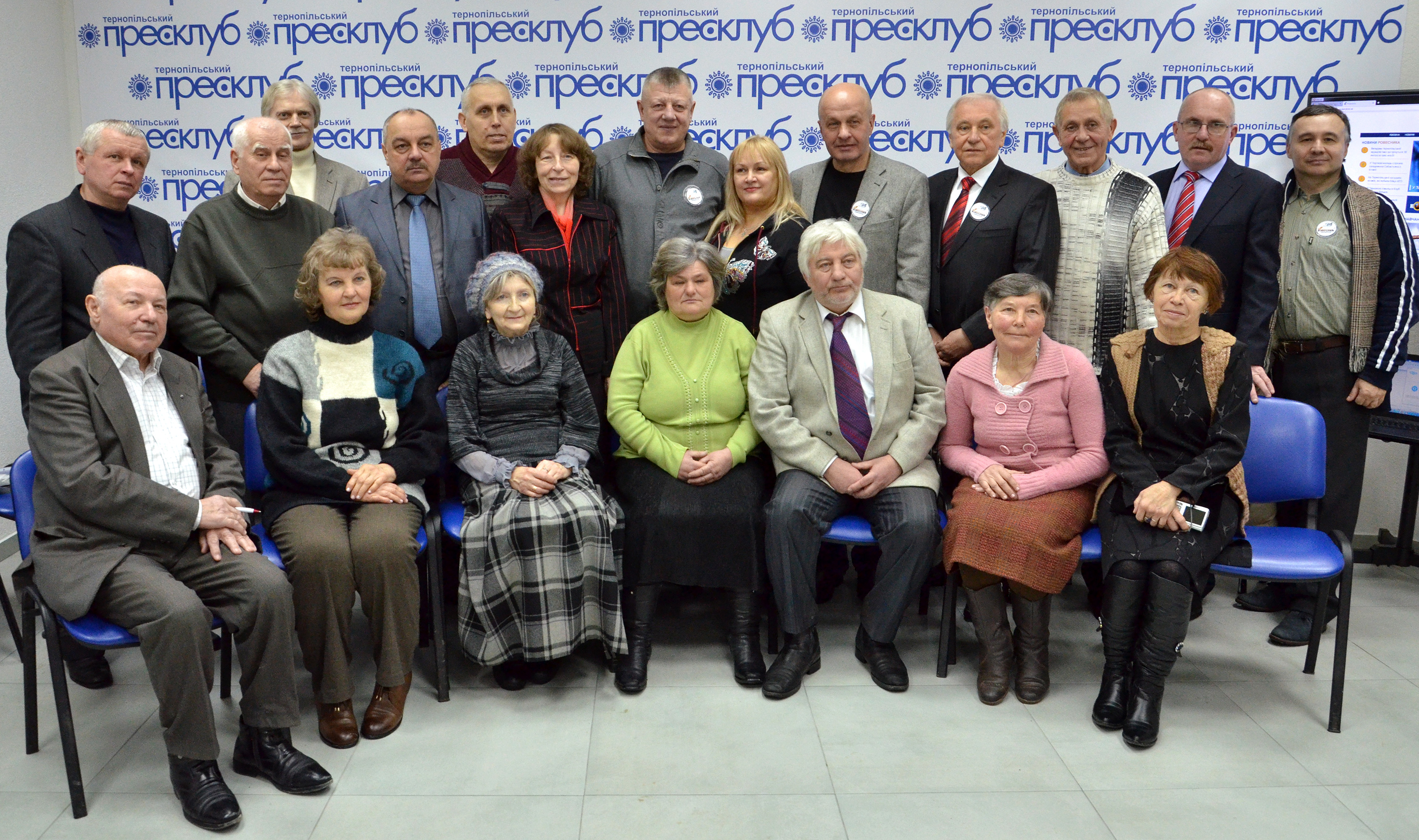
Зустріч журналістів-ветеранів газети «Ровесник» у Тернопільському прес-клубі

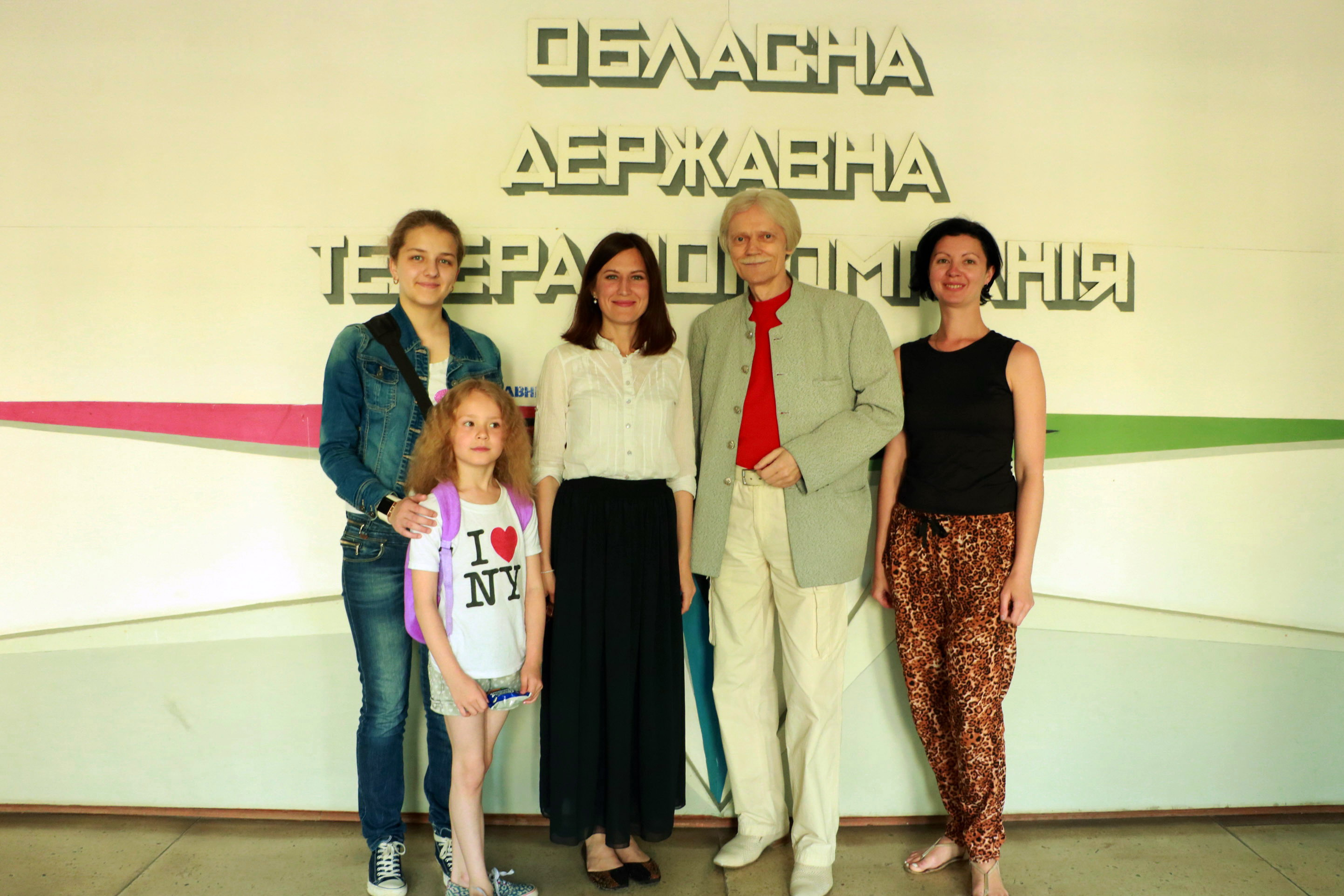
Сергій Сірий із учасниками творчого проекту «Medialab», червень 2017

Сергій Антонович Сірий народився 11 листопада 1959 року в місті Тернополі.
Закінчив факультет журналістики Львівського державного університету (1984, нині національний університет).
Працював у Тернополі в редакціях обласних газет «Вільне життя» (1978—1981, 1984), «Ровесник» (1984—1985). Редактор тернопільських відомчих періодичних видань «Рідне село» (1990—1993), «Ринок праці» (2000—2002); з 2000 року — фахівець соціальної сфери.

## Творчість

### Співавтори
Автор слів до більше 200 пісень на музику Романа Рудого, Юрія Крохіна, Анатолія Мельника, Василя Дунця, Леоніда Попернацького, Леоніда Нечипорука, Віктора Морозова, Сергія Шкарапути, Юлії Шпинди-Малик, Юрія Батушана, Андрія Вішка, Дмитра Баннова, Сергія Степаніва, Мар'яни Нестайко, Володимира Прокопика, Левка Корженівського, Ольги Вішко-Драгомирецької, інших композиторів та власну. 
Пісні на слова Сергія Сірого «Українська родина», «Пісенні Медобори», «Хотинський піснецвіт», «Ліра Гіппократа», створені у співдружності зі знаним композитором Леонідом Попернацьким, стали музичними візитівками однойменних всеукраїнських мистецьких фестивалів. А пісня «Доброго дня» — гімн благодійного фонду «Світ дітей», який є філією міжнародної благодійної організації в Канаді «Chalice», і текст її перекладено англійською мовою.
Рідному місту — «казці, в якій ми живем» —.присвятив чудову пісню «Наш Тернопіль» [Архівовано 3 лютого 2016 у Wayback Machine.] (музика Андрія Вішка), яка отримала широке народне визнання, стала однією з найупізнаваніших візитівок міста, хітом шкільних урочистостей, народним гімном, класикою музичної культури Тернополя. 17 листопада 2017 року в Міжнародний день студента студентка з Нігерії Сімеон Блессінг Абімбала.заспівала пісню «Наш Тернопіль» [Архівовано 1 грудня 2017 у Wayback Machine.] для команди "Першого інтернет-телебачення Тернопільщини МедіаТОР".
У тандемі з відомим українським композитором, співаком і перекладачем серії романів про Гаррі Поттера Віктором Морозовим поет написав батярську пісню «Нема ліпше Тернопóля!». А 20 серпня 2017 року на YouTube була оприлюднена відеоверсія цієї пісні під назвою "Хто Тернопіль не шанує, най нас в дупу поцілує".
Однією із кращих пісень про героїв Небесної сотні інтернет-спільнотою визнаний твір поета-пісняра «Серце плакало» [Архівовано 5 квітня 2015 у Wayback Machine.] (музика і виконання Сергія Степаніва). А «Молитва за Україну» [Архівовано 3 травня 2020 у Wayback Machine.] Сергія Сірого — своєрідний величний гімн нашому народу, «одвічній правді на землі» — увійшла до репертуарів багатьох вокалістів.
Пісня «Я — убитий солдат» [Архівовано 8 червня 2016 у Wayback Machine.] (слова Сергія Сірого, музика Сергія Степаніва) листом Міністерства освіти і науки України від 13 серпня 2014 № 1/9-412 рекомендована для проведення з учнівською молоддю «Уроків мужності».

### Виконавці
Пісні Сергія Сірого виконують українські співаки Ігор Гаврилюк, Едуард Романюта, Любов і Віктор Анісімови, Віктор Морозов, Наталя Бурмас, Мар'яна Нестайко, Софія Павліченко, Соломія Чорна, Юлія Шпинда-Малик, Максим Шпинда, Артем Монастирський, Віктор Вентура, Борис Репка, Олена Волович, Анатолій Мельник, Артем Крохін, Ірина Чорній, Аліна Овчіннікова, Сергій Степанів, «Великодні зернятка», Христина Князевич, Сакіна Халілова, Рустам Галєєв, серед яких більшість — із Тернополя.
Виконавці пісень на вірші поета здобували перемоги, ставали лауреатами чи дипломантами всеукраїнських та міжнародних пісенних фестивалів і конкурсів: «Співограй», «Пісня року», «Балатон. Мистецтво. Молодість», «Кришталевий жайвір», «Чорноморські ігри», «На хвилях Світязя», «Прем'єра пісні», «Київська весна», «Ялтинське літо», «Боромля», «Сім-сім», «Зірки, на сцену!», «Наша пісня» та інших.

### Пісні
- «Барви осінніх днів [Архівовано 4 січня 2014 у Wayback Machine.]»
- «Батькові долоні [Архівовано 4 січня 2014 у Wayback Machine.]»
- «Божа ласка [Архівовано 4 січня 2014 у Wayback Machine.]»
- «Гріх і любов [Архівовано 4 січня 2014 у Wayback Machine.]»
- «Доброго дня [Архівовано 4 січня 2014 у Wayback Machine.]»
- «Жива вода [Архівовано 4 січня 2014 у Wayback Machine.]»
- «Жінка моєї мрії»
- «Золоті небеса»
- «Клен і тополя»
- «Кольори щастя [Архівовано 4 січня 2014 у Wayback Machine.]»
- «Листок осені [Архівовано 4 січня 2014 у Wayback Machine.]»
- «Ліра Гіппократа» (гімн фестивалю)[4]
- «Мамин романс (Перший сніг) [Архівовано 4 січня 2014 у Wayback Machine.]»
- «Мамина пісня»
- «Ми — козаки [Архівовано 4 січня 2014 у Wayback Machine.]»
- «Місто весни [Архівовано 4 січня 2014 у Wayback Machine.]»
- «Місячний човен»
- «Молитва за Україну (Одвічна правда на землі) [Архівовано 4 січня 2014 у Wayback Machine.]»
- «Море і ти»
- «На погонах [Архівовано 4 січня 2014 у Wayback Machine.]»
- «Назавжди [Архівовано 4 січня 2014 у Wayback Machine.]»
- «Наш дім [Архівовано 9 січня 2014 у Wayback Machine.]»
- «Наш Тернопіль [Архівовано 4 січня 2014 у Wayback Machine.]»
- «Ніч прощання [Архівовано 4 січня 2014 у Wayback Machine.]»
- «Пізні квіти [Архівовано 27 вересня 2016 у Wayback Machine.]»
- «Пісенні Медобори [Архівовано 4 січня 2014 у Wayback Machine.]»
- «Птах удачі»
- «Рідних сердець тепло [Архівовано 4 січня 2014 у Wayback Machine.]»
- «Різдво в серці [Архівовано 4 січня 2014 у Wayback Machine.]»
- «Різдвяна зірка [Архівовано 4 січня 2014 у Wayback Machine.]»
- «Серце плакало [Архівовано 4 січня 2014 у Wayback Machine.]»
- «Сивина»
- «Сльози ангела»
- «Сміх дощу»
- «Стежка додому [Архівовано 4 січня 2014 у Wayback Machine.]»
- «Таємниця губ твоїх [Архівовано 4 січня 2014 у Wayback Machine.]»
- «Така любов [Архівовано 4 січня 2014 у Wayback Machine.]»
- «Ти не ангел [Архівовано 4 січня 2014 у Wayback Machine.]»
- «Ти прийди [Архівовано 4 січня 2014 у Wayback Machine.]»
- «У мене є ти і твої слова [Архівовано 4 січня 2014 у Wayback Machine.]»
- «Хотинський піснецвіт [Архівовано 4 січня 2014 у Wayback Machine.]»
- «Храм душі [Архівовано 9 січня 2014 у Wayback Machine.]»
- «Художник-вітер»
- «Чарівне Різдво»
- «Читаю „Кобзар“» [Архівовано 4 січня 2014 у Wayback Machine.]
- «Я твоєю стала [Архівовано 4 січня 2014 у Wayback Machine.]»
- «Я — убитий солдат»

### Збірки інтимної лірики
- «Твоє тіло — наркотик» [Архівовано 27 лютого 2017 у Wayback Machine.] (Тернопіль: «Джура», 2006)
- «Пожежа тіл» [Архівовано 14 лютого 2017 у Wayback Machine.] (Львів: ЛА «Піраміда», 2007)

### Містична мелодрама
- «Йар навиворіт, або Кохання в чужому тілі» (Львів: ЛА «Піраміда», 2011)

### Віршовані казки
- «Ліг поспати їжачок» // Літературний Тернопіль (2016, № 3).
- «Слоненятко Роні» // Літературний Тернопіль (2017, № 1).
- «Білка-листоноша» // Літературний Тернопіль (2017, № 2).
- «Горобець Микитка» // Літературний Тернопіль (2017, № 2).
- "Слоненятко Роні" (Тернопіль: «Джура», 2018)

## Відзнаки
- Переможець всеукраїнських конкурсів публікацій із проблем зайнятості та обмеження безробіття (2000, 2002, 2003).
- Переможець другого і третього фотоконкурсів «Краєвиди Тернополя», проведених у 2009—2010 роках управлінням культури та туризму Тернопільської міськради.
- Спеціальна відзнака «Коронації слова 2014» від народного вокально-хореографічного ансамблю «Зернятко» в номінації «Пісенна лірика для дітей» за текст пісні «Домовик-Домовичок»[5][6] 2014).
- У 2015 році фоторобота Сергія Сірого «Надвечір'я над Тернопільським ставом» увійшла до 30 кращих конкурсних світлин про Тернопіль, з яких «Школа молодого реформатора», що діє при Тернопільській міськраді, сформувала пересувну фотовиставку «Мій Тернопіль».
- Відзнака Тернопільської міської ради за вагомий внесок у розвиток культури і мистецтва та з нагоди 475-річчя Тернополя.(2015)[7].
- Лауреат конкурсу «Коронація слова 2016» (твір «Бім і Кеті» — переможець у номінації «Пісенна лірика для дітей» як найкращий пісенний твір для дітей молодшого шкільного віку).[8]
- Спеціальна відзнака конкурсу "Коронація слова 2018" http://koronatsiya.com/peremozhci/ [Архівовано 30 серпня 2017 у Wayback Machine.] (твір «Чорний ворон» —  у номінації «Пісенна лірика».
- Переможець конкурсу "Молода короНація 2018" http://koronatsiya.com/peremozhci-multimisteckogo-literaturnogo-konkursu-moloda-koronaciya-2018/ [Архівовано 24 лютого 2019 у Wayback Machine.] (твір «Бао-баобаб" - кращий пісенний твір (дорослі для дітей), там же і тоді ж 2 місце за іншу пісню.
- Почесний громадянин міста Тернополя, посвідчення №7/2 (503), видане Тернопільською міською радою на підставі рішення міськради від 21 серпня 2019 р, №7/п37/2[9].